# Trinkhalle Baden-Baden

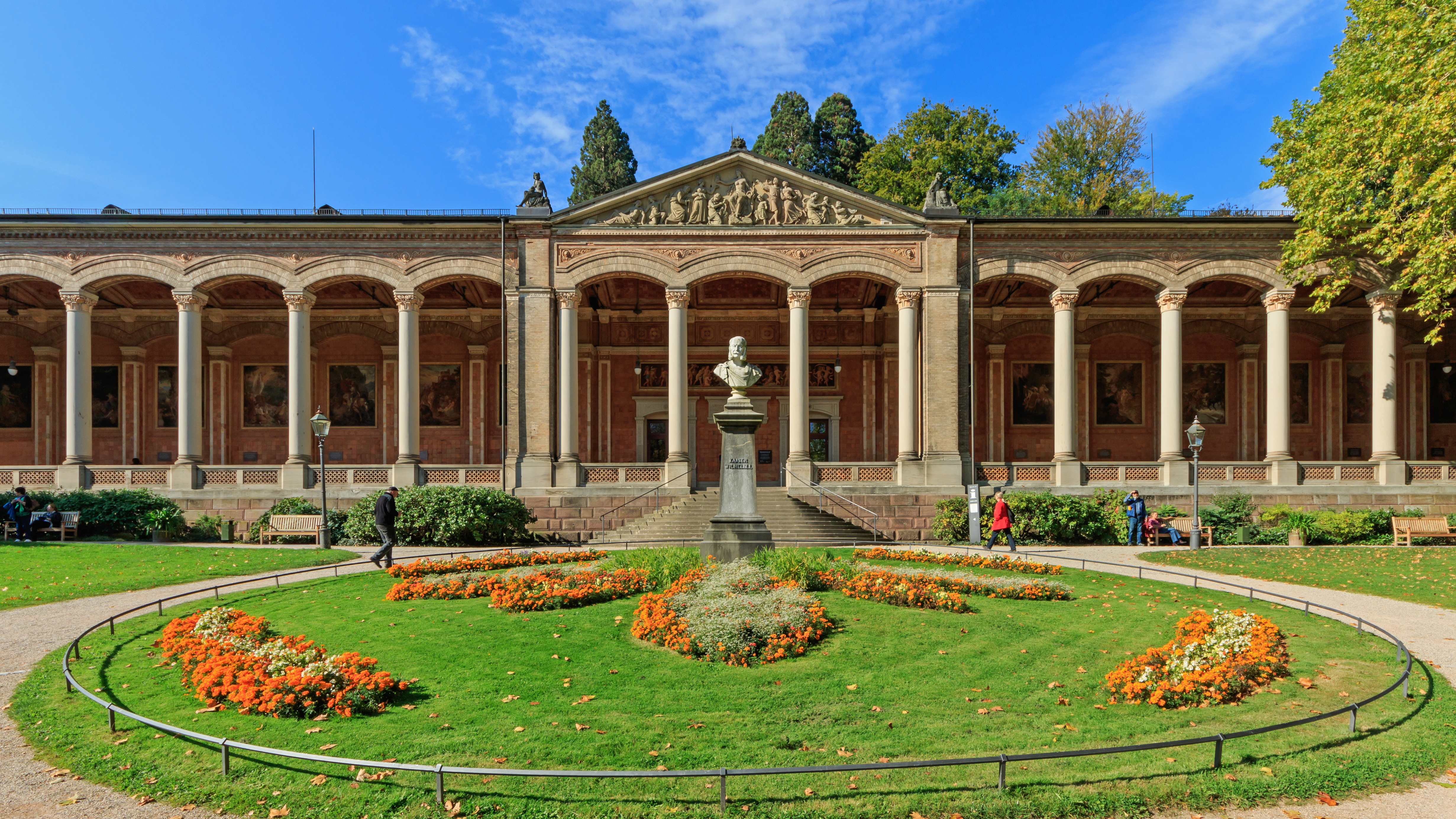
Trinkhalle Baden-Baden mit Denkmal Kaiser Wilhelms I.

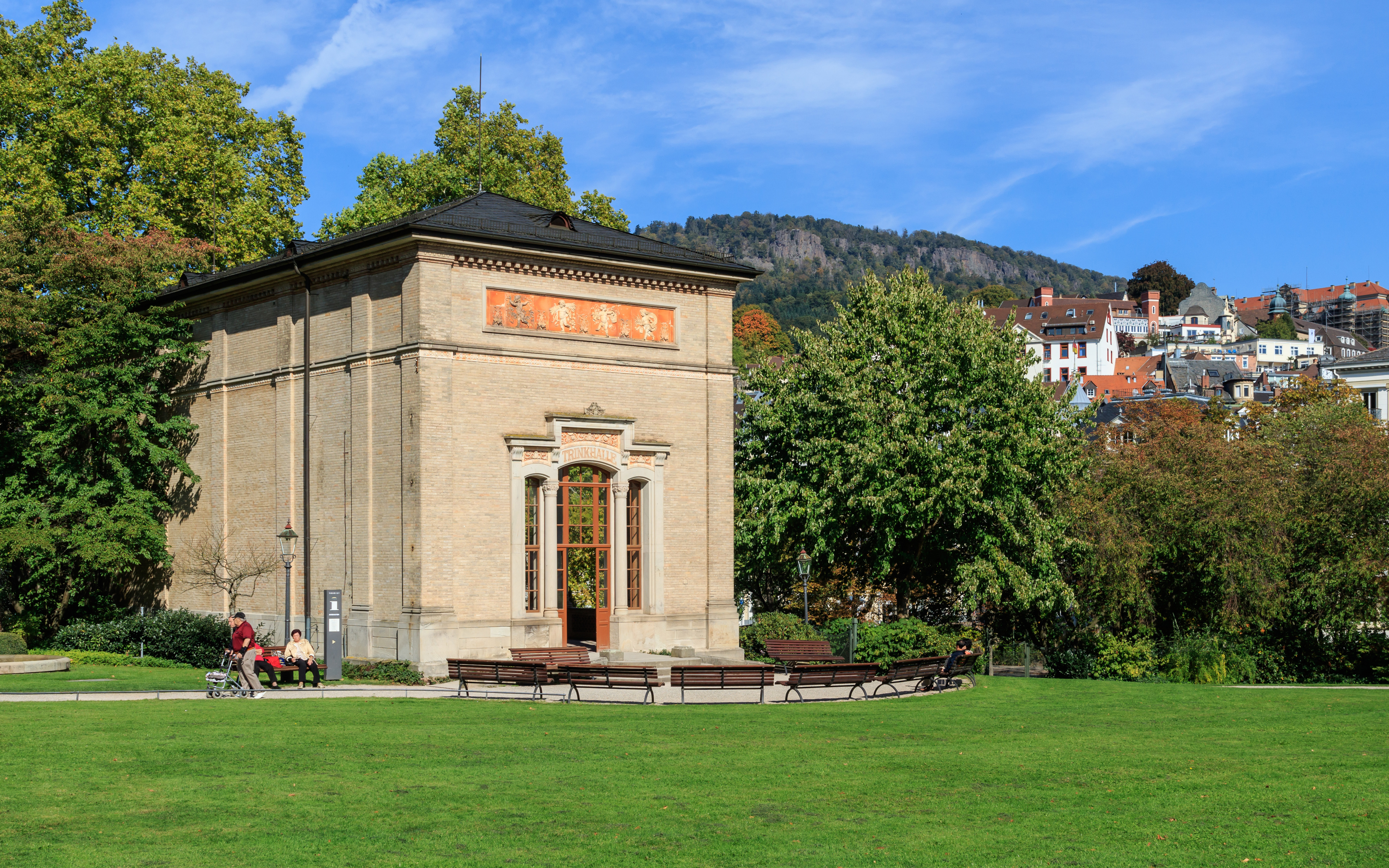
Seitenansicht mit Blick zur Altstadt und zum Battert

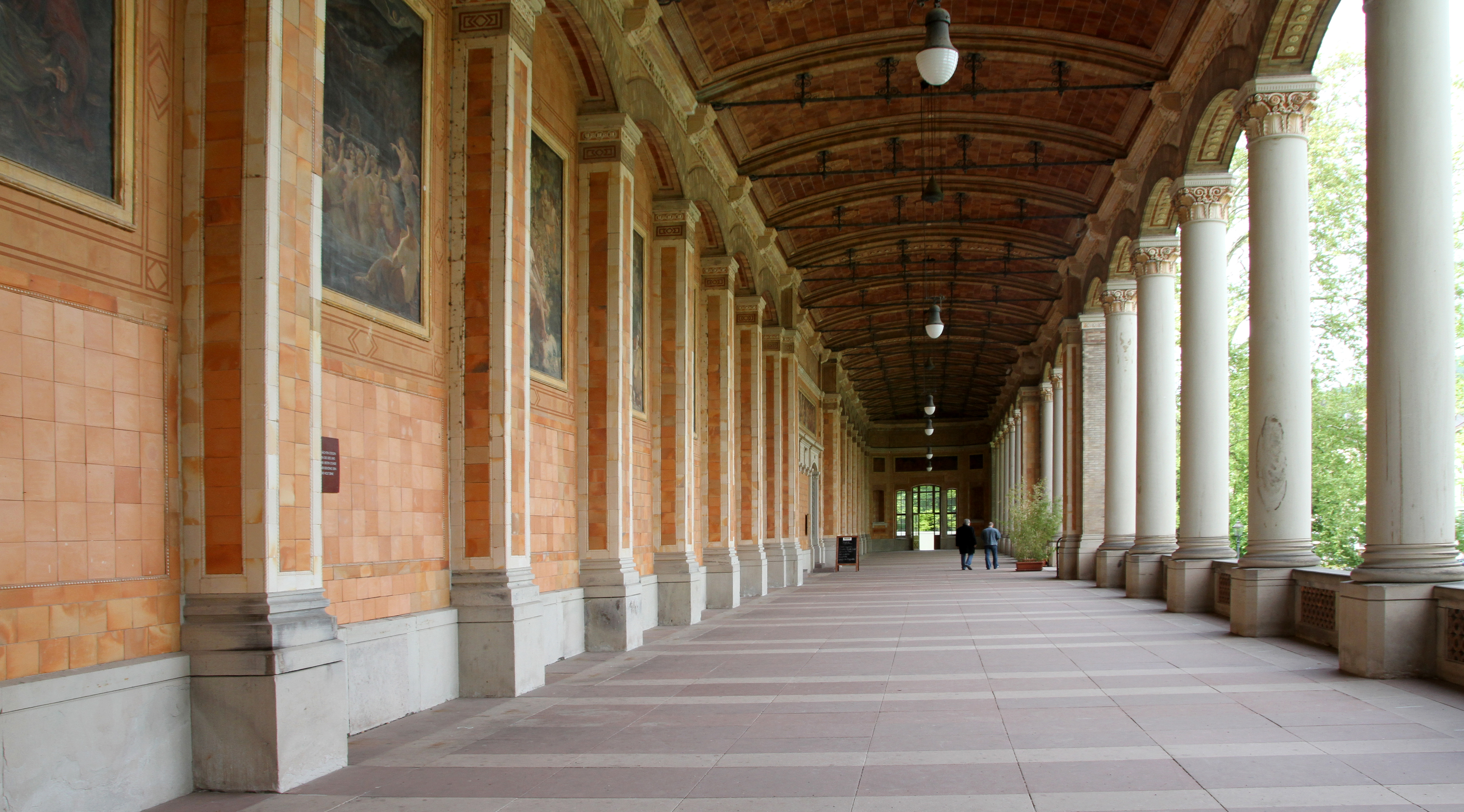
Wandelhalle mit Wandbildern

Trinkhalle um 1912

Die Trinkhalle Baden-Baden ist eine Trinkhalle, die nach den Plänen Heinrich Hübschs, eines Schülers Friedrich Weinbrenners, 1839–1842 im Baden-Badener Kurgarten rechterhand des Kurhauses erbaut wurde. 16 korinthische Säulen stützen die 90 Meter lange, offene Wandelhalle, in welcher die Gäste 14 Wandbilder betrachten können.
Die Bilder sind von Jakob Götzenberger, einem Zeitgenossen Moritz von Schwinds, gestaltet worden. Sie stellen Szenen aus Mythen und Sagen der Region dar und halten somit auch Ausflugsziele in der näheren Umgebung fest.
Der angeschlossene Brunnenraum beherbergte bis 2018 eine Tourist-Information und einen Ticket-Service mit bundesweitem Verkauf.

## Motive der Wandbilder
Die Fresken von Jakob Götzenberger werden in der Reihenfolge von links (Süden) nach rechts (Norden) aufgeführt. Bildtitel und Text stammen von der Tafel, die unter dem jeweiligen Bild angebracht ist.
| Burkart Keller von Yburg    | Auf dem Weg zu seiner Verlobten in Kuppenheim verfällt Junker Burkart Keller nachts am heidnischen Opferstein den Verlockungen einer verschleierten Frau. Sie küsst ihn und saugt ihm die Seele aus dem Leib. Der Ort heißt noch heute „Kellersbild“; ein Steinkreuz trägt Burkart Kellers Namen. |
| Der Mummelsee               | In mondklaren Sommernächten steigen die Nixen aus den Gründen des Sees und tanzen ihren Reigen. In der ersten Stunde nach Mitternacht hebt der Seekönig sein Haupt aus dem Wasser und holt seine Töchter zurück.                                                                                  |
| Die Nixe des Wildsees       | Mit einschmeichelnder Musik und betörendem Gesang lädt die Nixe Merline einen jungen Hirten an das Ufer des Wildsees. Trotz der Warnung eines alten Pechsieders erliegt er der Versuchung und versinkt in der Tiefe des Sees.                                                                     |
| Engels- und Teufelskanzel   | Der Teufel und ein Engel predigten auf zwei Felsen in der Nähe der Wolfsschlucht. Das Volk aber lauschte nur der Heilsbotschaft. Zornig stampfte der Satan auf den Felsen auf, wo heute noch der Abdruck des Pferdefußes zu sehen ist.                                                            |
| Der Grafensprung            | Von seinen Verfolgern auf Neu-Eberstein aufgespürt, muss Ritter Wolf von Eberstein fliehen. Ihm bleibt als Ausweg nur der kühne Sprung vom Felsen steil ins Tal der Murg. Der Ritter bleibt unversehrt. Seitdem heißt der Felsen über der Murg „Grafensprung“.                                    |
| Alt-Eberstein               | Ohne Erfolg hat Kaiser Otto I. dreieinhalb Jahre Schloss Alt-Eberstein belagert. Nun lädt er mit einer List die Gegner nach Speyer zu einem Turnier. Doch die Kaisertochter Edeltraut verrät den Plan dem Grafen Eberhard und verhindert damit den Fall der Burg.                                 |
| Fremersberg                 | Markgraf Jakob I. verirrt sich während eines Gewitters auf der Jagd am Fremersberg. Zwei Einsiedler geben ihm Obhut und bewirten ihn. Zum Dank stiftet der Markgraf hier das Franziskaner-Kloster Fremersberg.                                                                                    |
| Die Geisterhochzeit zu Lauf | Ein junger Ritter sucht Nachtlager auf Burg Neu-Windeck und begegnet dort einer geheimnisvollen Frau. Nach einem Festmahl bittet er sie, seine Frau zu werden. Bei der Trauung in der Burgkapelle kräht plötzlich ein Hahn und der ganze Spuk verschwindet.                                       |
| Baldreit                    | Eher als erwartet wird Pfalzgraf Otto Heinrich durch die heilsamen Baden-Badener Quellen von seinem Leiden befreit. Im Hof eines Gasthauses besteigt er freudig sein Pferd und ruft dem Wirt zu: „Seht, so bald reit ich“! So erhielt der Gasthof Baldreit seinen eigenartigen Namen.             |
| Die Felsen                  | Auf der Jagd nach dem weißen Reh begegnet der wilde Jäger am Battert der Felsenjungfrau, die das seltsame Tier in Schutz nimmt. Er verfällt ihrem Zauber und wird zum Einsiedler, dem sich die Tiere des Waldes nun vertrauensvoll nähern.                                                        |
| Burg Windeck                | Die Ritter auf Burg (Alt-)Windeck halten den Domdechanten von Straßburg gefangen. Eine alte Frau hilft der Nichte und dem Neffen des Dechanten diesen mit einer wundersamen weißen Henne zu befreien. Dabei verhindert die Henne die Eroberung der Burg durch die Straßburger.                    |
| Allerheiligen               | Eine junge Frau trauert um ihren Geliebten, der in der Nähe des Klosters Allerheiligen in einen Wasserfall stürzte, als er einem Raben den gestohlenen Verlobungsring abjagen wollte. |
| Schloss Hohenbaden          | Auf dem Turm des Schlosses bittet Markgräfin Katharina die Gottesmutter um Beendigung der Pest. Als die heißen Quellen durch die Straßen der Stadt geleitet wurden, erstickt der Dampf die Pest. Dankbar weiht die Markgräfin ihre beiden Kinder dem geistlichen Stand.                           |
| Kloster Lichtental          | Im Dreißigjährigen Krieg (1618–1648): die Äbtissin legt die Schlüssel des Klosters in die Hände der Gottesmutter und erbittet Schutz vor den schwedischen Truppen, die geblendet von dem strahlenden Standbild zurückweichen. Das Kloster wurde gerettet.                                         |